# Emmanuel Benákis
Pour les articles homonymes, voir Benakis.
Emmanuel Benákis (en grec moderne : Εμμανουήλ Μπενάκης / Emmanouíl Benákis) est né à Ermoupoli, sur l’île de Syros, en 1843, et est décédé à Kiphissia, en Attique, le 20 juin 1929. C’est un commerçant, un homme politique et un philanthrope grec.

## Famille
Marié à Virginia Horemis, Emmanuel Benákis est le père de trois enfants, parmi lesquels on trouve l’écrivain Penelope Delta et le collectionneur d’art Antónis Benákis.
Il est également l'arrière-arrière-grand-père de l'homme politique Antónis Samarás.

## Biographie
Installé à Alexandrie, en Égypte, Emmanuel Benákis fait fortune dans le commerce du coton.
De retour en Grèce, il entame une longue carrière politique. Ami proche du Premier ministre Elefthérios Venizélos, il est élu au Parlement hellénique en 1910 puis nommé ministre de l’Agriculture et de l’Industrie. Enfin, en 1914, il est élu maire de la ville d‘Athènes. Après les tragiques événements des vêpres grecques du 1er décembre 1916, Emmanuel Benákis est victime de la violente répression qui s'abat sur les vénizélistes : il est emprisonné, mais libéré quand le gouvernement du roi Constantin Ier doit capituler devant l'ultimatum de la France et de ses alliés. En novembre 1920, il accompagne Elefthérios Venizélos en exil à Nice.  
Il est cependant davantage connu pour son rôle de philanthrope. Il s’est ainsi particulièrement investi dans le secours aux réfugiés grecs d’Asie mineure après les drames de la guerre gréco-turque de 1919-1922 et la mise en place du génocide grec pontique par le gouvernement turc. 
Benákis a également subventionné la construction de l’École d’Infirmières et du Collège d’Athènes. À sa mort, Benákis a mis une grande partie de sa fortune à disposition d’œuvres de charité et il a bénéficié de funérailles nationales.